# Víctor Arteaga
Víctor Arteaga González (San Clemente, Cuenca, España, 7 de julio de 1992) es un jugador español de baloncesto. Juega de pívot y su actual equipo es el Club Bàsquet Menorca de Primera FEB.

## Trayectoria
Víctor Arteaga se ha formado en la cantera de categorías inferiores del Real Madrid, dónde ingresó en 2003.
La temporada 2010-2011 jugó con el primer equipo en la Euroliga frente al Spirou belga
En febrero de 2012 llega un acuerdo con el Real Madrid para dar el paso a la ACB y firmar como cedido hasta el final de la temporada 2011/12 con el CB Valladolid.
En la temporada 2012/2013 realiza unos buenos números en la Adecco Plata con el CEDA Guadalajara, también en calidad de cedido por el club madrileño. En 26 partidos disputados jugó una media de 26 minutos en los que ha conseguido 10,5 puntos, 7 rebotes, 2 tapones y un total de 13,4 puntos de valoración por encuentro.
El jugador firma con el UCAM Murcia por tres temporadas en verano de 2013. Pero el jugador es cedido al Força Lleida donde termina la temporada quedándose a las puertas de entrar en el Playoff, pero Arteaga consiguió 2 MVPs de la semana y estar tres jornadas en el quinteto ideal, con una media de 10,8 puntos, 5,8 rebotes y 14,6 de valoración por partido, además de conseguir el máximo número de tapones de la competición (51).
En abril de 2014 se incorpora al UCAM Murcia procedente del Força Lleida donde ha estado cedido toda la temporada regular en la Adecco Oro.
En el año 2016 ficha por el CB Estudiantes de la Liga Endesa, en el que jugaría durante 5 temporadas.
En agosto de 2021, se incorpora al Club Baloncesto Breogán de la Liga Endesa, para reforzar la pretemporada.
El 9 de septiembre de 2021, firma por el Morabanc Andorra de la Liga Endesa, por dos meses. El 8 de noviembre de 2021, renovaría su contrato hasta el final de la temporada.
El 28 de julio de 2022 se confirma su regreso al Club Baloncesto Breogán.
El 1 de agosto de 2023, firma por el Club Bàsquet Menorca de la Liga LEB Oro de España.
En la temporada 2024-25, se marcha cedido al Zacatecas de la Liga Nacional de Baloncesto Profesional de México, en el que promedia 16,9 minutos en 12 partidos, promediando 9,2 puntos y 5,9 rebotes.
El 6 de agosto de 2025, se produce su regreso al Club Bàsquet Menorca de Primera FEB.

## Internacional
El jugador es internacional por España, habiendo jugado la fase de clasificación para el Mundial del año 2019.